# 奄美群島國立公園

奄美群島國立公園區域圖。左上起順時針為德之島、喜界島、奄美大島、與論島、沖永良部島。
陸域
海域

奄美群島國立公園（日语：／）是位於日本鹿兒島縣奄美群島一個以自然保育為目的所設置的國立公園，成立於2017年3月7日，公園範圍包括奄美大島、加計呂麻島、喜界島、德之島、沖永良部島、與論島。由奄美群島國定公園升格成立。是日本全國第34座、鹿兒島縣內第4座國立公園。也是自2016年山原國立公園以來日本最新的國立公園。
公園主題是「充滿生命的亞熱帶島村 - 森林與海洋與島人的生活」

## 指定區域
總指定面積75,263公頃（陸域:42,181公頃、海域:33,082公頃），其中「特別保護區域」與「第1種特別地域」為世界自然遺產候選的「奄美大島、德之島、沖繩島北部及西表島」推薦區域。2017年（平成29年）2月20日通過的國立公園土地利用計畫案，非屬奄美群島國定公園指定區域為36,636公頃，而原屬國立公園但解除指定的有2,316公頃。
- 指定區域島嶼 - 奄美大島、加計呂麻島、請島、與路島、喜界島、德之島、沖永良部島、與論島[2]
- 指定區域自治體 - 奄美市與大島郡（大和村、宇檢村、瀨戶內町、龍鄉町、喜界町、德之島町、天城町、伊仙町、和泊町、知名町、與論町）[5]等12市町村[2]

## 指定地的分布與概要

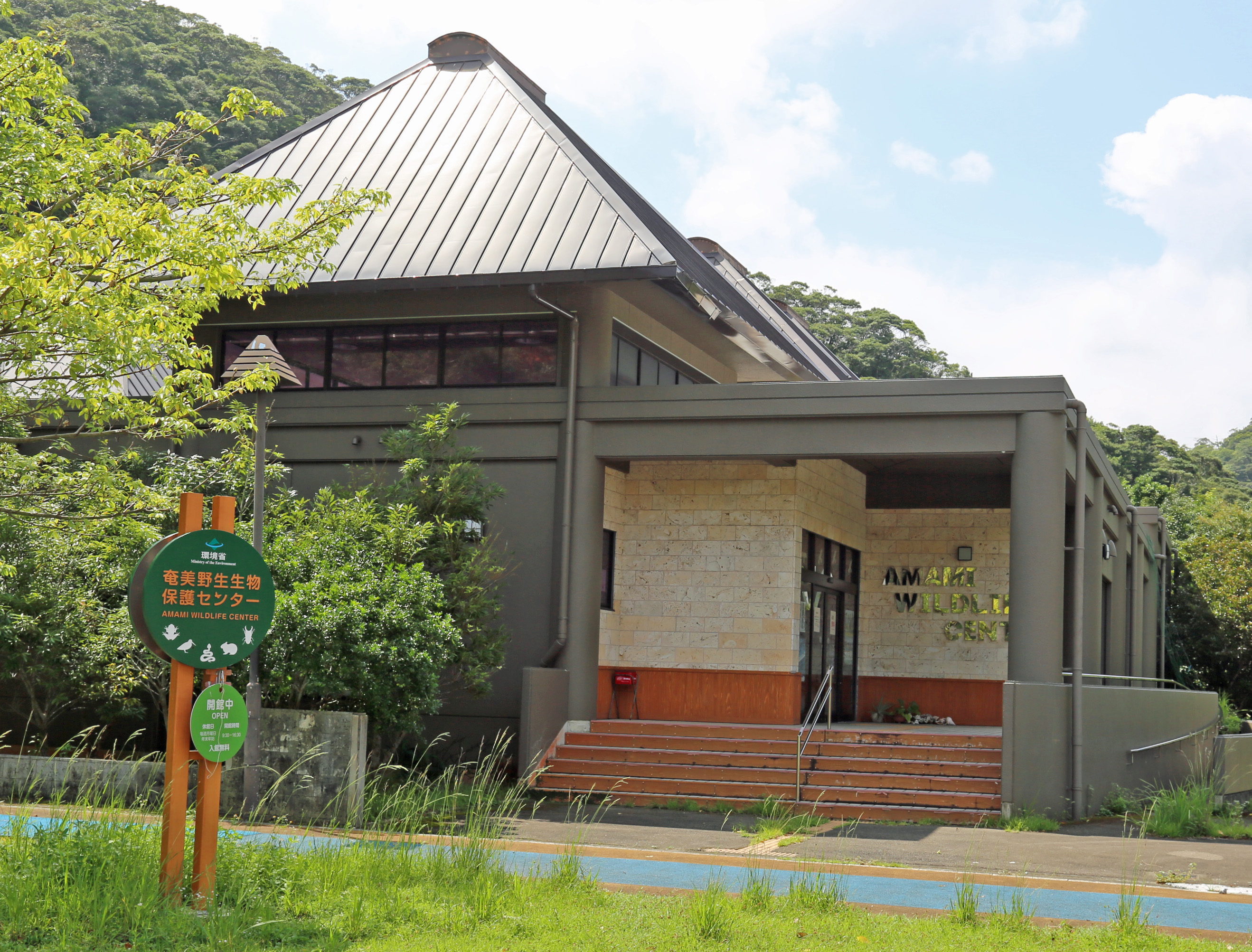
環境省 奄美野生生物保護中心

本國立公園一帶有著豐富的珊瑚礁、紅樹林、干潟、亞熱帶性闊葉林等，並有獨特的生態系。特有種有琉球兔、奄美刺鼠、琉球松鴉、琉球歌鴝、奄美聖紫花、奄美泡苔（アマミアワゴケ）、海神之木（ワダツミノキ）等，動物則有黃綠龜殼花、奄美石川蛙、琉球棘螈、琉球香魚、琉球角鴞等。
奄美大島、加計呂麻島
範圍包括笠利半島、摺子崎沿岸、住用川河口、湯灣岳、油井岳、大島海峽沿岸。奄美大島南岸與加計呂麻島之間的大島海峽沿岸是風光明媚的溺灣式海岸，可眺望油井岳與海岸一帶。湯灣岳有長椎栲、銳葉新木姜子等亞熱帶闊葉林。笠利半島沿岸是珊瑚礁，住用川、役勝川河口有紅樹林。摺子崎一帶的海中景觀優美。
環境省奄美野生生物保護中心設於大島郡大和村。
喜界島
可見顯著的海岸段丘。百之台公園有稱做卓礁的珊瑚礁台地。
德之島
具有石灰岩地質的島嶼，擁有喀斯特地形。犬之門蓋（じょうぶた）是天然海蝕洞、筵瀨（ムシロ瀬）是海蝕形成的特殊地形。井之川岳有蕨類等特有植物。
沖永良部島
以昇龍洞與水連洞等大型鍾乳洞聞名。同時有田皆岬與國頭崎等海崖。
與論島
除了與論機場週邊以外的海岸都是公園範圍，具有豐富的珊瑚礁地形。景點包含百合濱與擁有珊瑚砂的大金久海岸等。

## 歷史
- 1974年（昭和49年）2月15日 - 「奄美群島國定公園」成立[6]。
- 2007年（平成19年）3月9日 - 決定將奄美群島的照葉林帶指定為國立公園[7]。
- 2010年（平成22年）10月4日 - 奄美群島入選新國立公園候選名單[8]。
- 2016年（平成28年）10月6日 - 環境省公布「奄美群島國立公園」區域案[9]。
- 2016年（平成28年）12月26日 - 決定設立「奄美群島國立公園」[10]。
- 2017年（平成29年）3月7日 - 「奄美群島國立公園」正式成立[2]，同日解除「奄美群島國定公園」[11]。

### 集團設施地區、遊客中心
| 地區名 | 面積   | 所在地         | 使用人數（人） |
| ------ | ------ | -------------- | -------------- |
| 住用   | 11.0ha | 鹿兒島縣奄美市 | 33,000         |

| 中心名               | 設置者 | 所在地                              | 使用人數（人） |
| -------------------- | ------ | ----------------------------------- | -------------- |
| 奄美野生生物保護中心 | 環境省 | 鹿兒島縣大島郡大和村思勝字腰之畑551 | 11,740         |

## 外部連結
- （日語）奄美群島國立公園（页面存档备份，存于）